# Schaefferia duodecimocellata
Schaefferia duodecimocellata är en urinsektsart som beskrevs av F. Bonet 1945. Schaefferia duodecimocellata ingår i släktet Schaefferia och familjen Hypogastruridae. Inga underarter finns listade i Catalogue of Life.